# Chano Pozo
Luciano Poço González, mais conhecido como Chano Poço (Havana (Cuba), 7 de janeiro de 1915 – Nova Iorque, 3 de dezembro de 1948), foi um percusionista cubano, irmão do trompetista Félix Chapotín. 

## Biografia
Limpou sapatos e vendeu periódicos, tocou música em muitos lugares e até dançou na conhecida comparsa habanera de "Os Dandy".
Pertencia à Sociedade Secreta Abacua, o que explica o domínio perfeito que teve dos tambores próprios do rito. Tinha costume de tocar ritmos sagrados em seus congas, bem como de cantar temas abacuas e Iorubás.
Trabalhou nas transmissões públicas da estação de Rádio Corrente Azul, junto a figuras da talha de Charlie Parker e Dizzy Gillespie, sendo com Dizzy quando popularizou o conhecido tema de "Manteca".

## Ida para os Estados Unidos
Em 1942 dirige-se para Nova Iorque, Estados Unidos, integrando-se nesse mesmo ano na Orquestra de Machito, abandonando esta orquestra para unir-se em Chicago ao conjunto dos "Jack Escola Dancers". Seu tema mais famoso, "Manteca", deu-se a conhecer no mundo do jazz em 1947, durante a apresentação de uma bigband de nome Poço e Gillespie, ainda que não tenha gravado até 1948. Naquele concerto intervieram o pianista John Lewis e o bateria Kenny Clarke. Em "Caliente", outra das grandes composições de Chano Pozo, o estilo de Chano levou gradualmente a Gillespie a correr a cada vez mais riscos musicais, o qual desembocou numa fusão perfeita: a de um génio da harmonia do Jazz com um génio dos ritmos afrocubanos.
No mesmo ano de sua chegada a New York, Chano Pozo, abriu um clube latino no Palladium que se chamou como uma canção sua, "Blen Blem", tema que tem sido usado em vários textos literários e musicais de Guillermo Cabrera Infante. Foi a opinião e a influência de Mario Bauzá que induziu Dizzy Gillespie a contratar a Chano Pozo, afundando com isso em sua aproximação ao cubop.

## Falecimento
A 3 de dezembro de 1948, Pozo morreu numa briga de um bar de Harlem. A discussão começou devido a uma carteira de maconha falsa que lhe tinha vendido o assassino. O famoso músico cubano Beny Morei lamentou sua morte na canção "Rumberos de Ontem" dizendo: "Oh, oh Chano, morreu Chano Pozo / sem Chano eu não quero dançar."